# 羅斯班克站
羅斯班克站是快速交通系統豪登列車位於豪登省羅斯班克的地鐵站。其為豪登列車項目第二階段的一部分，於2011年8月2日開通客運服務。

## 地點
羅斯班克站位於約翰內斯堡市西北部的同名郊區，靠近牛津路與傑利科大道的交匯處。與其北部的桑頓不同，羅斯班克雖然同樣為一個富裕的商業區，但較桑頓小，其特點是低密度昂貴的房地產與混合使用的元素，但缺乏基礎設施。

### 公共交通導向型開發
與其他豪登列車車站一樣，羅斯班克站也是用作促進該地區公共交通導向型開發的工具。為此，規劃人員創建與道路相關的總體規劃，以創建研究區域內的道路層級與行人網絡，同時減少核心區內的交通流量。與此同時，分區規則將改變，以創建密集的核心區，隨著與站點的距離增加，建築物高度進一步受到限制。牛津路走廊，特別是靠近傑利科大道的交叉路口最高可興建至20層樓高，而走廊的南段則限制至15層樓高。研究區西部限制至10層樓高，而外圍的區域則更加限制至3層樓高。

## 車站佈局
羅斯班克站是豪登列車系統中三個地下車站之一，有兩個側式月台以及兩條軌道。

## 服務
南北線列車為羅斯班克站提供服務，北行至比勒陀利亞站和哈特菲爾德站，而南行則至約翰內斯堡中心商業區的公園站。

## 外部連結
- Official Gautrain station site （页面存档备份，存于）